# Miargirite
La miargirite (simbolo IMA: May), nota anche come lustro di argento e antimonio o blenda di rubino emiprismatico, è un minerale piuttosto raro della classe dei minerali "solfuri e solfosali" con la composizione chimica AgSbS2 e quindi chimicamente un solfuro complesso di argento-antimonio che appartiene strutturalmente ai solfosali.

## Etimologia e storia
Il minerale fu trovato per la prima volta nel 1824 da Friedrich Mohs nella sua località tipo, la miniera Neue Hoffnung Gottes a Bräunsdorf, oggi un distretto di Oberschöna in Sassonia. Poiché separò il nuovo minerale dalla blenda di rubino (oggi chiamata pirargirite), inizialmente lo chiamò blenda di rubini emiprismatici. Al minerale è stato dato il nome attuale di miargirite da Heinrich Rose, che è stato il primo ad esaminarlo più da vicino; lo chiamò così dalle parole greche άργυρος ('argyros', argento) e μέιων ('meion', meno), poiché la miargirite contiene meno argento della pirargirite.

## Classificazione
Già nell'obsoleta 8ª edizione della sistematica minerale secondo Strunz, la miargirite apparteneva alla classe dei minerali dei "solfuri e solfosali" e lì alla sottoclasse dei "solfuri con [il rapporto di massa] M(etallo) : S(=zolfo) = 1 : 1", dove insieme a schapbachite, aramayoite, matildite e volynskite forma il "Gruppo miargirite-schapbachite" con il sistema nº II/B.12.
Nella Sistematica dei lapis (Lapis-Systematik) di Stefan Weiß, che è stata rivista e aggiornata l'ultima volta nel 2018 e che si basa ancora su questa vecchia edizione della sistematica di Strunz per rispetto verso i collezionisti privati e le collezioni istituzionali, al minerale è stato assegnato il sistema e il minerale nº II/C.16-10. In questa Sistematica ciò corrisponde alla divisione "solfuri con il rapporto di metallo: S,Se,Te ≈ 1:1", dove la miargirite forma un gruppo indipendente, ma senza nome, insieme ad aramayoite, baumstarkite, bohdanowiczite, cuboargyrite, matildite, schapbachite e volynskite.
La 9ª edizione della sistematica minerale di Strunz, valida dal 2001 e aggiornata l'ultima volta dall'Associazione Mineralogica Internazionale (IMA) nel 2024, classifica la miargirite nella classe "2.H Solfosali di archetipo SnS". Questa è ulteriormente suddivisa in base ai metalli predominanti nel composto, in modo che il minerale possa essere trovato nella suddivisione "2.HA Con Cu, Ag, Fe (senza Pb)" in base alla sua composizione, dove forma il gruppo senza nome 2.HA.10 come unico membro.
La sistematica dei minerali secondo Dana, che viene utilizzata principalmente nel mondo anglosassone, classifica la miargirite nella classe dei "solfuri e solfosali" e lì nella sottoclasse dei "solfosali". Qui lo si può trovare insieme a smithite nel gruppo senza nome 03.07.03 all'interno della suddivisione "Solfosali con il rapporto z/y = 2 e la composizione (A+)i(A2+)j[ByCz], A = metalli, B = semimetalli, C = non metalli".

## Abito cristallino
La miargirite cristallizza nel sistema monoclino nel gruppo spaziale C2/c (gruppo nº 15) con parametri reticolari a = 12,862 Å, b = 4,409 Å, c = 13,218 Å e β = 98,48°, oltre a otto unità di formula per cella unitaria.

## Modificazioni e varietà
Il composto AgSbS2 è trimorfo e, oltre alla miargirite, può cristallizzare anche in una struttura triclina come baumstarkite e in una struttura cubica come cuboargyrite.

## Caratteri fisico-chimici
La miargirite è solubile in acido nitrico (HNO3).

## Origine e giacitura
La miargirite si forma in condizioni idrotermali a basse temperature. È associata a baumstarkite, proustite, pirargirite, polibasite, argento, galena, sfalerite, pirite, quarzo, calcite e barite.
Essendo una formazione minerale relativamente rara, la miargirite può essere abbondante in vari siti, ma nel complesso non è molto comune. In tutto il mondo, finora sono stati documentati poco più di 340 siti (a partire dal 2023).
Il minerale si trova in molte miniere, ma di solito solo in piccole quantità e raramente come minerale principale. I siti includono i monti Harz e altri siti in Germania, Příbram e Třebsko nella Repubblica Ceca, Baia Sprie in Romania, Hiendelaencina in Spagna, i Monti Altaj in Russia, il Rajasthan in India, a Brandywine Creek in Canada, negli stati americani dell'Idaho e della California, Real de Catorce, Sombrerete e Veta Grande in Messico, Copiapó e Huantajaya in Cile, Colquechaca e Cerro Rico in Bolivia, Huancavelica e Julcani in Perù.

## Forma in cui si presenta in natura
La miargirite sviluppa cristalli a pannelli spessi di dimensioni fino a un centimetro, solitamente striati parallelamente all'asse {\displaystyle b}, con una lucentezza simile al diamante sulle superfici, ma si trova anche sotto forma di aggregati grossolani. Il minerale è generalmente da opaco a quasi opaco e di colore da grigio acciaio a nero-ferro. Le schegge sottili possono essere traslucide di colore rosso sangue. Al microscopio a luce riflessa, invece, appare bianco con riflessi interni rosso lampone. La formazione di gemelli polisintetici è stata osservata anche su sezioni lucide. Il colore del suo striscio, invece, è sempre rosso ciliegia.